# 阿泽伊市镇
阿泽伊市镇（俄语：Азейское муниципальное образование）是俄罗斯联邦伊尔库茨克州图伦区所属的一个市镇。其下辖有2个居民点，行政中心为阿泽伊。据2016年统计，该市镇的人口为663人。